# 2. Badminton-Bundesliga 1991/92
Die 2. Badminton-Bundesliga 1991/92 als zweithöchste deutsche Spielklasse in der Sportart Badminton war in vier Staffeln unterteilt, in der jeweils acht bzw. zehn Teams gegeneinander antraten. In die 1. Bundesliga stieg der OSC Düsseldorf auf.

## 2. Bundesliga Nord
Abschlusstabelle
| Platz | Mannschaft          | Spiele |
| ----- | ------------------- | ------ |
| 1.    | VfL 93 Hamburg      | 18     |
| 2.    | VfL Berliner Lehrer | 18     |
| 3.    | TSV Glinde (N)      | 18     |
| 4.    | BSV Greifswald      | 18     |
| 5.    | BV Gifhorn (N)      | 18     |
| 6.    | VfL Wolfsburg       | 18     |
| 7.    | MTV Nienburg        | 18     |
| 8.    | Hamburger SV        | 18     |
| 9.    | VfB Lübeck          | 18     |
| 10.   | SV KWO Berlin       | 18     |

## 2. Bundesliga West
Abschlusstabelle
| Platz | Mannschaft                 | Spiele |
| ----- | -------------------------- | ------ |
| 1.    | OSC Düsseldorf             | 14     |
| 2.    | Ohligser TV                | 14     |
| 3.    | Bottroper BG               | 14     |
| 4.    | BV Wesel Rot-Weiss         | 14     |
| 5.    | BSC Gütersloh (N)          | 14     |
| 6.    | TTC Brauweiler 1948 2      | 14     |
| 7.    | SC Union 08 Lüdinghausen   | 14     |
| 8.    | STC Blau-Weiß Solingen (N) | 14     |

## 2. Bundesliga Mitte
Abschlusstabelle
| Platz | Mannschaft              | Spiele |
| ----- | ----------------------- | ------ |
| 1.    | VfN Hattersheim         | 14     |
| 2.    | PSV Ludwigshafen (N)    | 14     |
| 3.    | SV Unkel                | 14     |
| 4.    | PSV Grün-Weiß Wiesbaden | 14     |
| 5.    | 1. BV Maintal           | 14     |
| 6.    | TG Hanau                | 14     |
| 7.    | TuS Wiebelskirchen 2    | 14     |
| 8.    | KSV Baunatal            | 14     |

## 2. Bundesliga Südost
Abschlusstabelle
| Platz | Mannschaft                | Spiele |
| ----- | ------------------------- | ------ |
| 1.    | VfB Friedrichshafen       | 18     |
| 2.    | ESV Neuaubing             | 18     |
| 3.    | PTSV Rosenheim            | 18     |
| 4.    | VfL Sindelfingen          | 18     |
| 5.    | SG Robur Zittau           | 18     |
| 6.    | TSV Neuhausen-Nymphenburg | 18     |
| 7.    | SG Siemens Erlangen       | 18     |
| 8.    | TuS/SG Schorndorf (N)     | 18     |
| 9.    | WSV Aschaffenburg (N)     | 18     |
| 10.   | HSG DHfK Leipzig          | 18     |